# شهرستان فولتن (نیویورک)
شهرستان فولتن (به انگلیسی: Fulton County) واقع در ایالت نیویورک است. جمعیت این شهرستان بر اساس سرشماری سال ۲۰۱۰ آمریکا ۵۵۵۳۱ نفر گزارش شده‌است. مرکز شهرستان فولتن شهر جانزتاون است.این شهرستان در سال ۱۸۳۸ بنیانگذاری شده‌است و به افتخار رابرت فولتن مهندس و مخترع آمریکایی فولتن نام گرفته‌است.